# Euronext Oslo
Euronext Oslo Børs (раніше Фондова біржа Осло)— головний ринок торгівлі акціями норвезьких компаній. Розташована в Осло, Норвегія. Повністю на електронні торги біржа перейшла в 1999 році. У 2019 році Фондова біржа Осло стала частиною Euronext, і з червня 2024 року відома як Euronext Oslo Børs.
Є найменшою скандинавською біржею. Заснована в 1819 році як ринок іноземної валюти, вона пізніше була товарною біржею, а торгівля цінними паперами почалася в 1881 році. Фондові біржі в Бергені і Тронгеймі в Норвегії є філіями фондової біржі Осло. Остання торгує акціями, облігаціями, фінансовими опціонами і вважається норвезьким ринком опціонів. У лістингу переважають енергетичні компанії. Загальний індекс цін фондової біржі Осло становлять 50 акцій. Всі торги проводять електронним способом і угоди оплачують протягом максимум 7 днів. Торгівля ведеться з 8:30 до 16:30 з понеділка по п'ятницю.

## Фондові індекси
- OBX — є головним індексом на біржі Осло. Включає в себе 25 найбільш ліквідних акцій.
- OSEAX — індекс включає в себе всі акції, що котируються на біржі.